# Свети Павле (Грчка)
Свети Павле (грч. Άγιος Παύλος, Ајос Павлос) је градско насеље општине Неаполи-Сикијес у Солуну, Грчка. Према попису из 2021. године било је 6.086 становника.
Насеље се први пут помиње на попису из 1928. године са 157 становника. Године 1934. насеље Јасонидис (Евангелистрија) спојено је са Светим Павлом. Због близине Солуна (са којим је већ било делимично спојено) брзо је почело да се развија, те је на попису из 1940. било 3.993 житеља. Сттарији назив насеља је Сеј Су.